# Campagne du Non
La campagne du Non est une campagne eurosceptique de sensibilisation qui s'oppose à l'adhésion du Royaume-Uni à la monnaie unique. 
Cette campagne démarra en 2000 et se termina en 2004  à l'occasion de la présentation du budget de 2004 par Gordon Brown, alors chancelier de l'Échiquier, qui excluait un référendum sur l'adoption de l'euro au Royaume-Uni.